# Tuyến Tōgane
Tuyến Tōgane (東金線 Tōgane-sen) là một tuyến đường sắt nằm ở tỉnh Chiba, được điều hành bởi Công ty Đường sắt Đông Nhật Bản (JR East). Tuyến này kết nối ga Ōami ở thành phố Ōamishirasato với ga Narutō ở thành phố Sanmu.